# Spaniens bidrag i Eurovision Song Contest

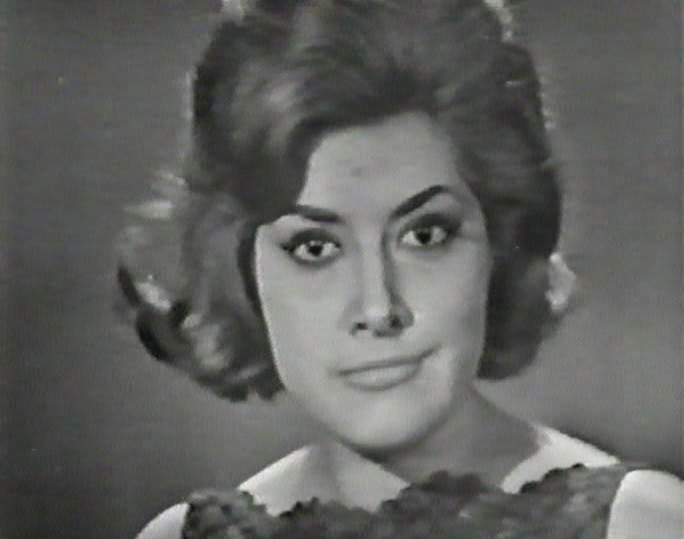
Conchita Bautista i Neapel (1965).

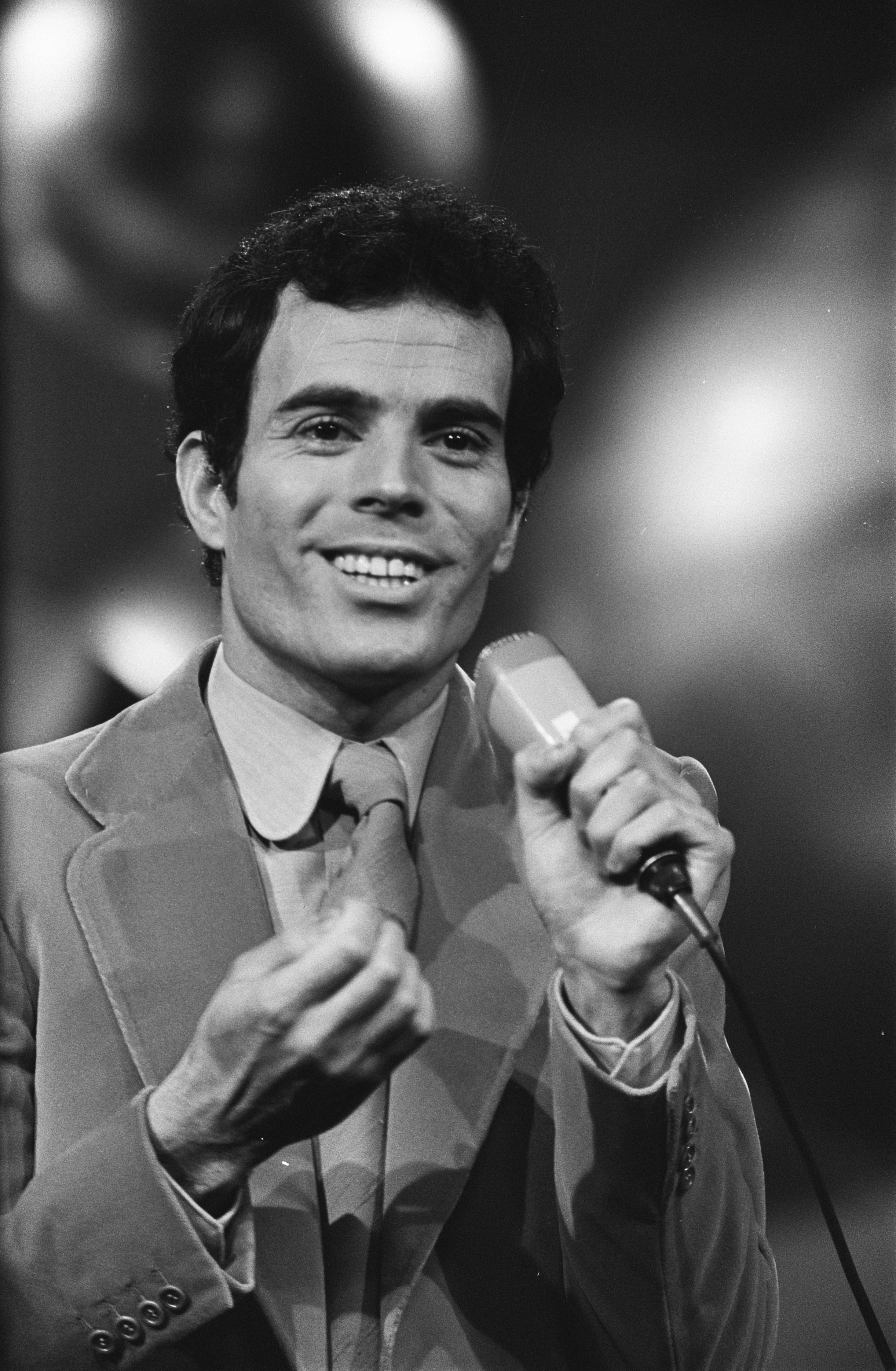
Julio Iglesias i Amsterdam (1970).

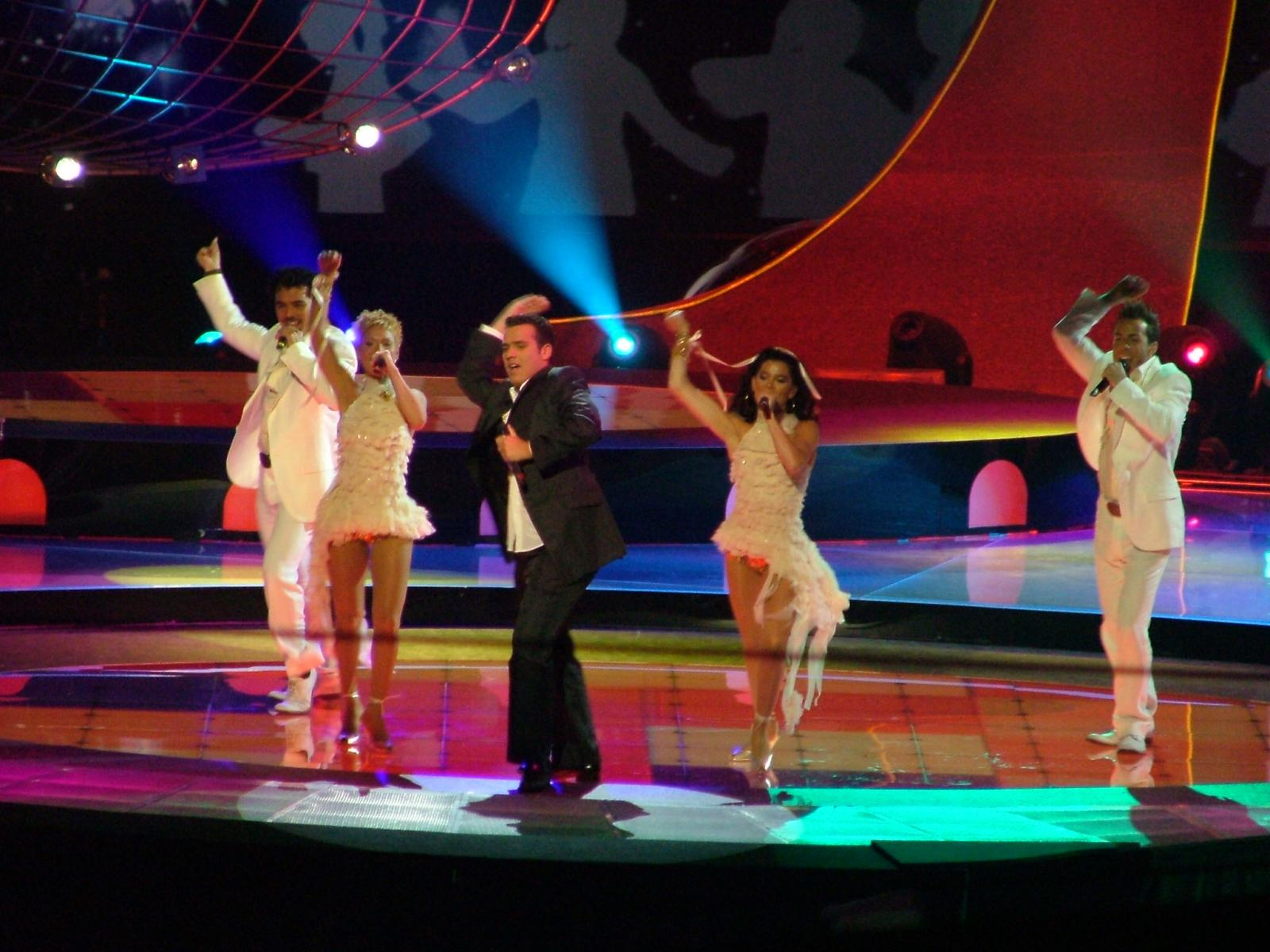
Ramón i Istanbul (2004).

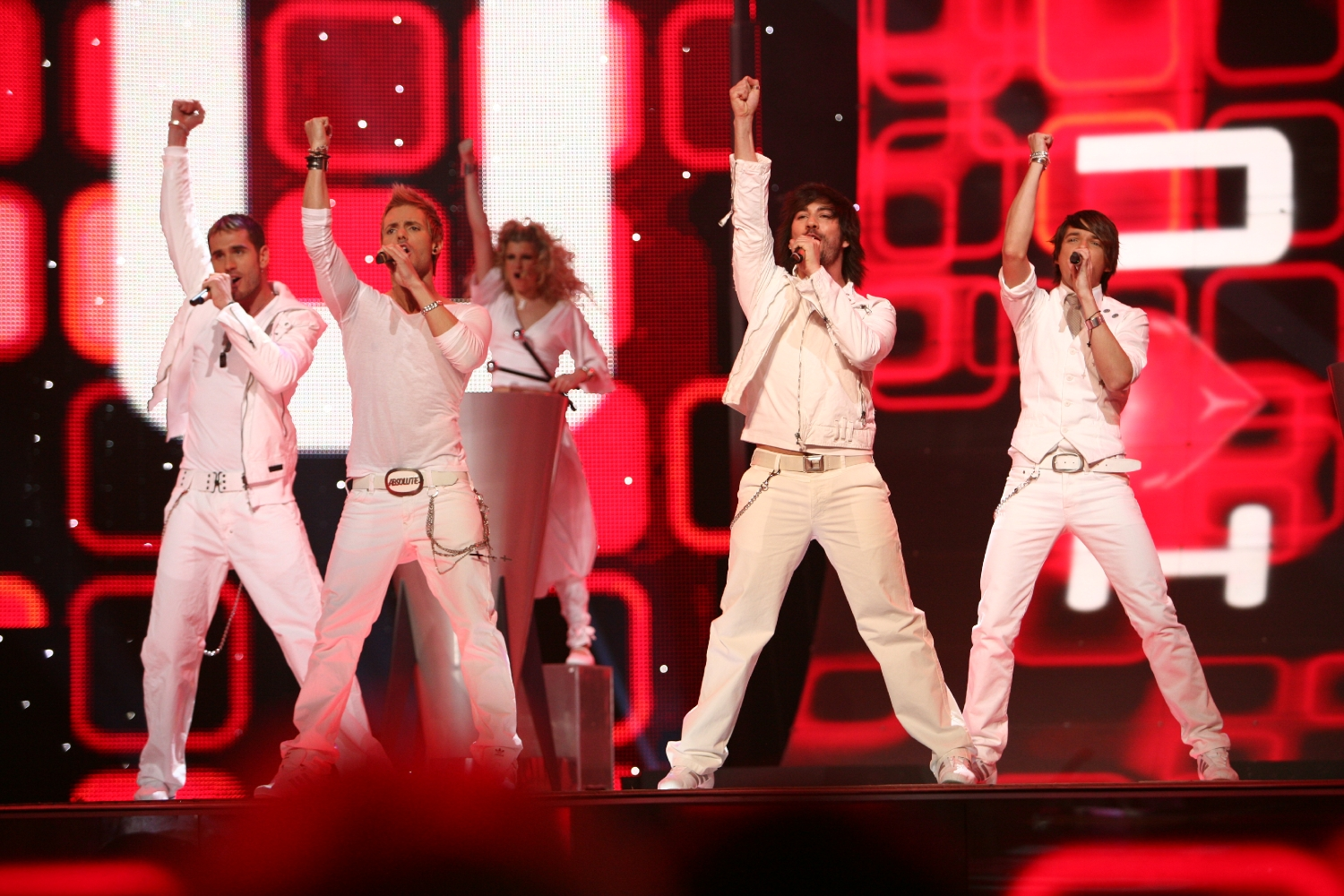
D'NASH i Helsingfors (2007).

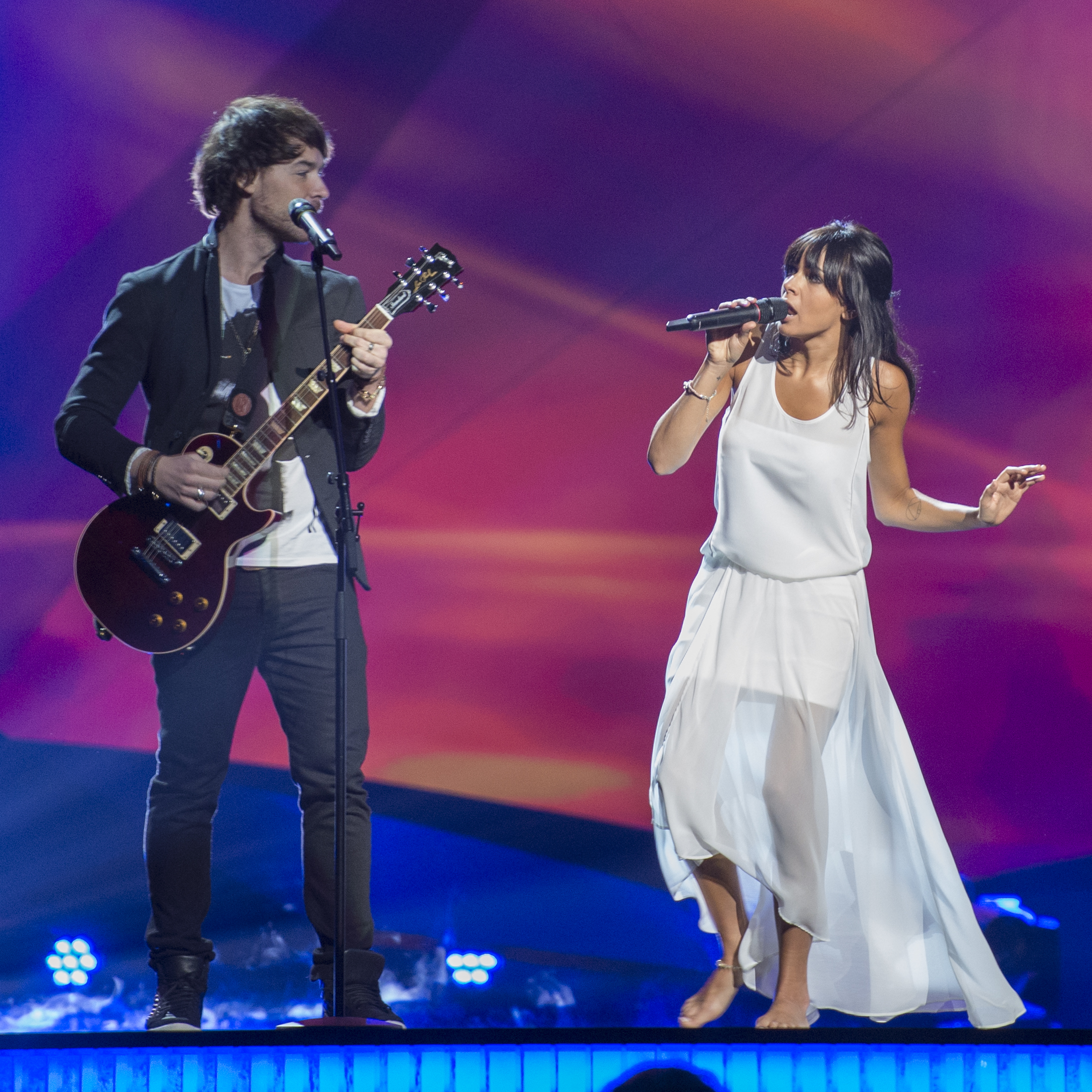
ESDM i Malmö (2013).

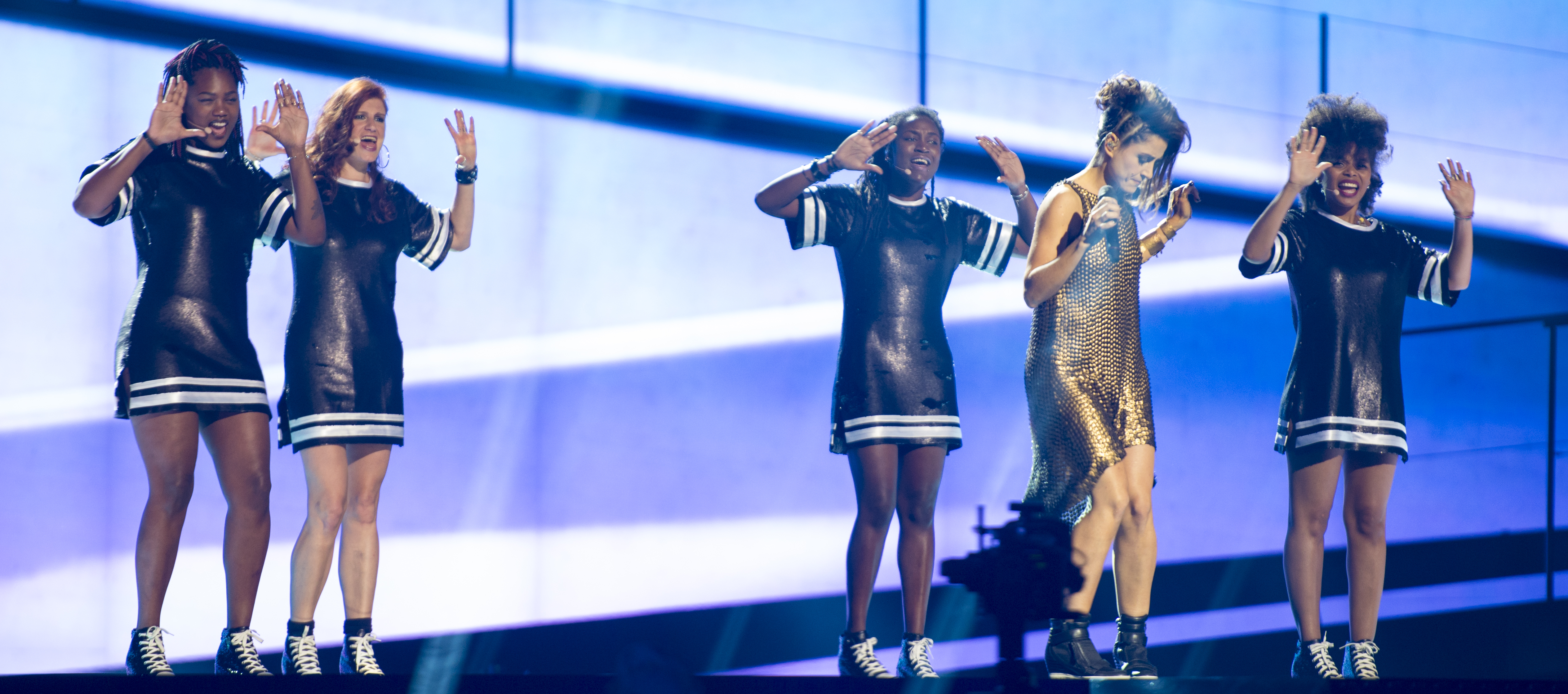
Barei i Stockholm (2016).

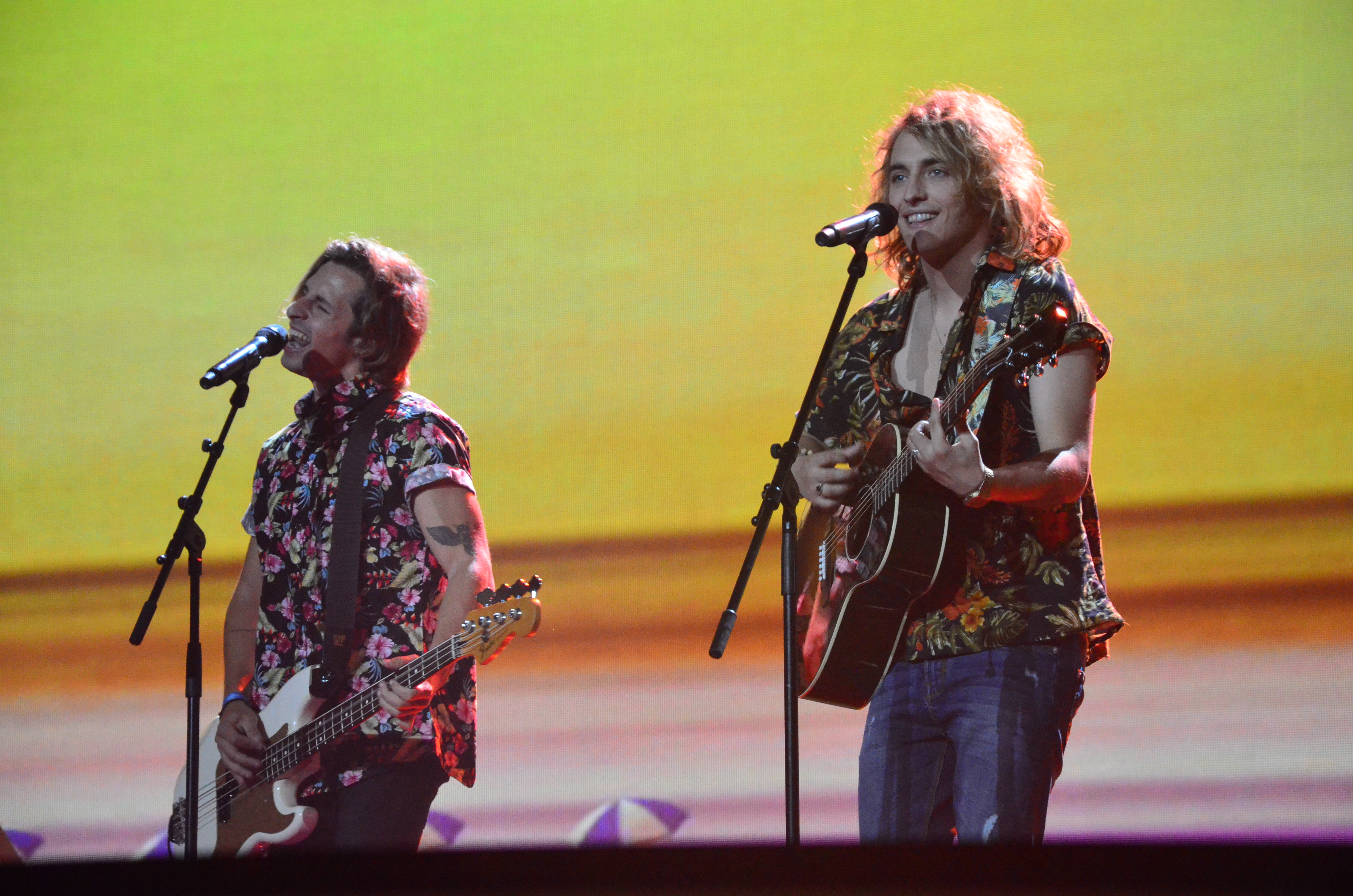
Manel Navarro i Kiev (2017).

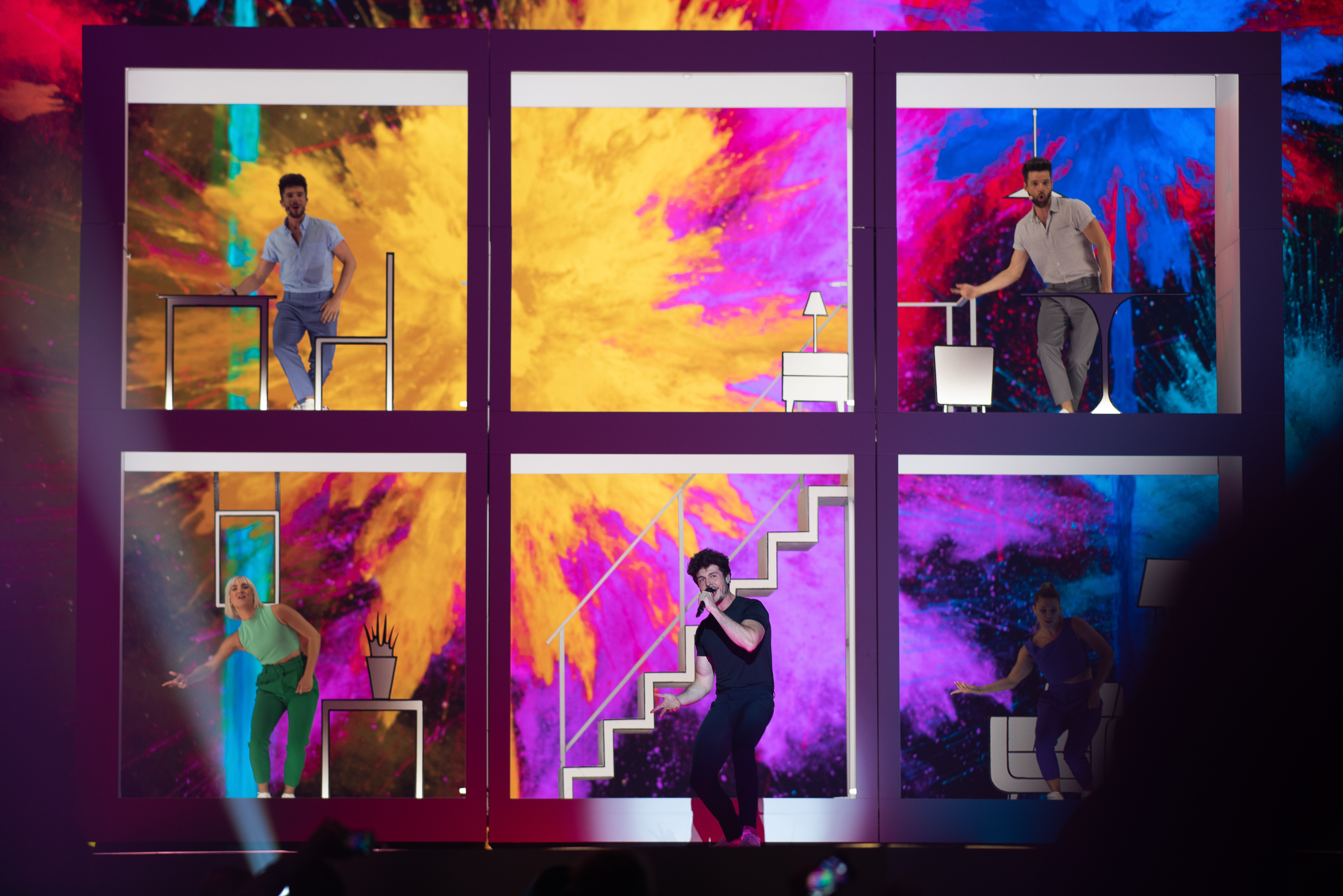
Miki i Tel Aviv (2019).

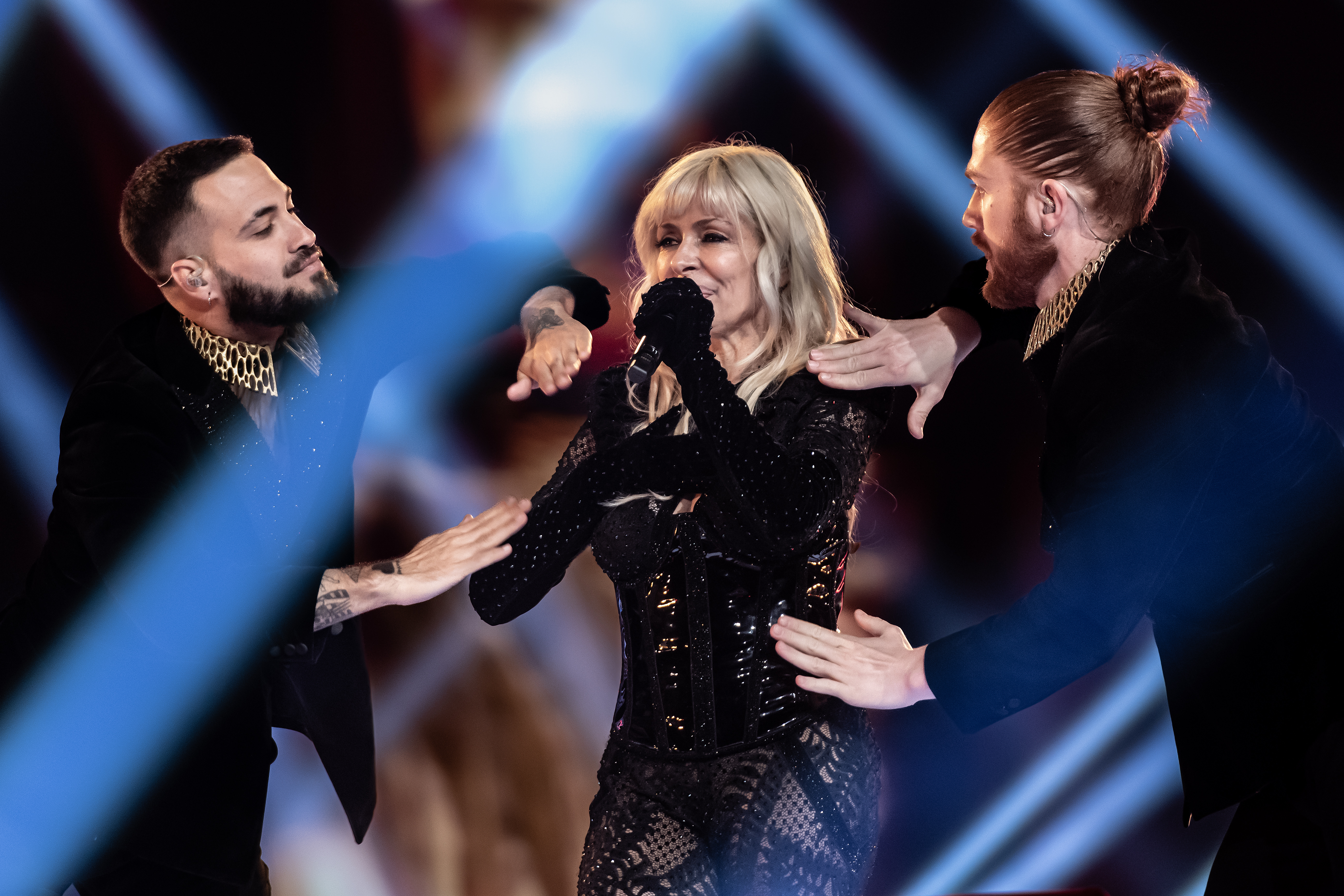
Nebulossa i Malmö (2024).

Spanien debuterade i Eurovision Song Contest 1961 och har till och med 2025 deltagit 64 gånger. Det spanska tv-bolaget Televisión Española (RTVE) har ansvarat för Spaniens medverkan varje år sedan 1961. Spanien har genom åren använt olika metoder för att utse sin representant och låt för tävlingen. Det har antingen valts ut genom en nationell uttagning eller internval.
Spanien har hittills vunnit tävlingen två gånger; 1968 och 1969. Förutom vinsten har Spanien stått på pallplats vid ytterligare sex tillfällen; fyra andraplatser (1971, 1973, 1979 och 1995) och två tredjeplatser (1984, 2022). För närvarande (2024) är Spanien det land som fått vänta längst på sin nästa seger i tävlingen. 
Spanien är numera med i konstellationen The Big Five och är därmed direktkvalificerade till finalen nästkommande år. Spanien behöver således aldrig kvalificera sig från semifinalen.

## Spanien i Eurovision Song Contest

### Historia
Spanien debuterade i Eurovision Song Contest 1961 och har sedan dess deltagit varje år. Landets första representant var Conchita Bautista som sjöng låten Estando Contigo som slutade på nionde plats i finalen. Bautista representerade Spanien igen 1965, men denna gången slutade man sist i finalen och poänglöst. Det var andra gången Spanien slutat sist, tidigare hade Spanien slutat sist 1962, också då poänglöst. I London 1968 representerade Massiel landet med låten La La La. Från början var det tänkt att Spanien skulle representeras av Joan Manuel Serrat, men han nekades i och med att han önskade sjunga på katalanska. Spanien vann finalen i en mycket spännande omröstning. Tyskland hade gett Spanien sex poäng i den näst sista röstningsomgången vilket gjorde att Spanien gick om Storbritannien med en poäng. När Jugoslavien skulle dela ut sina poäng som sista land fick varken Storbritannien eller Spanien några poäng, vilket ledde till att Spanien tog sin första seger i tävlingen. Året därpå var Spanien värd för tävlingen. Segern i finalen gick till hela fyra länder, inklusive Spanien. Salomés Vivo Cantando kom på delad första plats tillsammans med brittiska Lulus Boom Bang-a-Bang, franska Frida Boccaras Un Jour, un Enfant och holländska Lennie Kuhrs De Troubadour. Alla fyra hade lika många poäng. Spanien har endast varit värdland för tävlingen en gång, 1969, eftersom lottdragning fick avgöra vilket av vinnarländerna 1969 som skulle arrangera tävlingen året efter och det blev Nederländerna. Efter två raka vinster gick det mycket bra för Spanien under 1970-talet. Förutom 1976, då man hamnade på sextonde plats i finalen, hamnade man inom topp tio varje år. Julio Iglesias, Spaniens mest säljande sångare, representerade landet 1970 och slutade på fjärdeplats i finalen i Amsterdam med låten Gwendolyne. Spanien hamnade under 1970-talet som bäst på andra plats vid tre tillfällen; 1971, 1973 och 1979. Låten Eres tú med Mocedades, som slutade tvåa 1973, blev en internationell hit där låten bland annat nådde niondeplats på Billboard Hot 100 i USA kort efter tävlingen. Bidraget var nära att vinna tävlingen, men kom bakom Luxemburg, som vann med fyra poängs försprång. Spanien var också nära att vinna i finalen 1979 med låten Su canción framförd av Betty Missiego. Inför finalens näst sista röstningsomgång gick Israel förbi Spanien med endast en poäng och inför sista röstomgången hade Spanien en poängs ledning före Israel, men låg trots detta i underläge, eftersom Spanien skulle rösta sist och därmed inte kunde rösta på sig självt. Spanien gav tio poäng till Israel som därmed gick om, och vann, i sista omgången.
Under 1980-talet hade Spanien blandade resultat i tävlingen. Spanien kom sist i finalen för tredje gången 1983 med ´sångerskan Remedios Amaya som sjöng ¿Quién Maneja Mi Barca?. Denna kombination av flamenco och rock stod i stark kontrast mot dåtidens populärmusik och konventioner gällande melodi och harmoni. Att hon framträdde barfota bidrog inte till att mildra kontrasten. I tävlingen blev hon poänglös tillsammans med Turkiet. Året efter gick det mycket bättre för Spanien då man kom på tredje plats i finalen, i Spaniens första och hittills enda bronsplats i tävlingen. Spanien levererade bra resultat åren 1989–1991, men under 1990-talet blev det blandade resultat med både bottenplaceringar och topp tio-placeringar. 1995 slutade Spanien på andra plats med låten Vuelve Conmigo framförd av Anabel Conde. Placeringen är Spaniens bästa sedan andra platsen 1979 och är för närvarande det senaste tillfället Spanien stått på pallplats. 1999 kom Spanien sist för fjärde gången med bara en poäng som man fick från Kroatien. Mellan åren 2001–2003 skickade Spanien poplåtar som nådde höga placeringar i finalen.
När systemet med semifinal introducerades 2004 var Spanien en del av konstellationen The Big Four (Numera The Big Five) som innebär att Spanien är direktkvalificerade till finalen varje år eftersom Spanien tillsammans med fyra andra länder bidrar med mest pengar till EBU. Spaniens prestation i tävlingen sedan 2004 har dock generellt sett för det mesta varit med dåliga resultat, varav majoriteten med bottenplaceringar. Sedan 2004 har Spanien bara tre gånger hamnat inom topp tio; 2004, 2012 och 2014, där Spanien vid alla tre tillfällena slutat på tiondeplats. 2017 gick det som sämst för Spanien då man slutade sist i finalen med fem poäng från tittarrösterna från Portugal.

### Nationell uttagningsform
Spanien har inget standardsystem för att utse sin representant och låt för tävlingen. Spanien har genom åren använt olika metoder för att utse bidraget, antingen internval eller via en nationell uttagning. Dom nationella uttagningarnas upplägg har sett olika ut år för år, med olika antalet semifinaler med en final, eller så har man bara utsett bidraget via en nationell final. Det har också varit så att man utsett artisten internt via RTVE, men låten har avgjorts via en nationell final. Åren 2002–2003 och 2018–2019 utsågs bidraget genom dokusåpan Operación Triunfo. Senaste gången man arrangerade en nationell uttagning, 2002, utsågs bidraget via festivalen Benidorm Fest där upplägget var två semifinaler och en final. 

## Resultattabell
| 1 | Vinnare                            |
| 2 | Andra plats                        |
| 3 | Tredje plats                       |
| ◁ | Sista plats                        |
| X | Ett bidrag valdes men tävlade inte |

| År   | Artist                | Bidrag                                 | Språk             | Final              | Poäng              | Semi                  | Poäng                 |
| ---- | --------------------- | -------------------------------------- | ----------------- | ------------------ | ------------------ | --------------------- | --------------------- |
| 1961 | Conchita Bautista     | Estando contigo                        | Spanska           | 9                  | 8                  | Inga semifinaler      | Inga semifinaler      |
| 1962 | Víctor Balaguer       | Llámame                                | Spanska           | 13                 | 0                  | Inga semifinaler      | Inga semifinaler      |
| 1963 | José Guardiola        | Algo prodigioso                        | Spanska           | 12                 | 2                  | Inga semifinaler      | Inga semifinaler      |
| 1964 | Tim, Nelly & Tony     | Caracola                               | Spanska           | 12                 | 1                  | Inga semifinaler      | Inga semifinaler      |
| 1965 | Conchita Bautista     | Qué bueno, qué bueno                   | Spanska           | 15                 | 0                  | Inga semifinaler      | Inga semifinaler      |
| 1966 | Raphael               | Yo soy aquél                           | Spanska           | 7                  | 9                  | Inga semifinaler      | Inga semifinaler      |
| 1967 | Raphael               | Hablemos del amor                      | Spanska           | 6                  | 9                  | Inga semifinaler      | Inga semifinaler      |
| 1968 | Massiel               | La La La                               | Spanska           | 1                  | 29                 | Inga semifinaler      | Inga semifinaler      |
| 1969 | Salomé                | Vivo Cantando                          | Spanska           | 1                  | 18                 | Inga semifinaler      | Inga semifinaler      |
| 1970 | Julio Iglesias        | Gwendolyne                             | Spanska           | 4                  | 8                  | Inga semifinaler      | Inga semifinaler      |
| 1971 | Karina                | En un mundo nuevo                      | Spanska           | 2                  | 116                | Inga semifinaler      | Inga semifinaler      |
| 1972 | Jaime Morey           | Amanece                                | Spanska           | 10                 | 83                 | Inga semifinaler      | Inga semifinaler      |
| 1973 | Mocedades             | Eres tú                                | Spanska           | 2                  | 125                | Inga semifinaler      | Inga semifinaler      |
| 1974 | Peret                 | Canta y sé feliz                       | Spanska           | 9                  | 10                 | Inga semifinaler      | Inga semifinaler      |
| 1975 | Sergio y Estíbaliz    | Tú volverás                            | Spanska           | 10                 | 53                 | Inga semifinaler      | Inga semifinaler      |
| 1976 | Braulio               | Sobran las palabras                    | Spanska           | 16                 | 11                 | Inga semifinaler      | Inga semifinaler      |
| 1977 | Micky                 | Enséñame a cantar                      | Spanska           | 9                  | 52                 | Inga semifinaler      | Inga semifinaler      |
| 1978 | José Vélez            | Bailemos un vals                       | Spanska           | 9                  | 65                 | Inga semifinaler      | Inga semifinaler      |
| 1979 | Betty Missiego        | Su canción                             | Spanska           | 2                  | 116                | Inga semifinaler      | Inga semifinaler      |
| 1980 | Trigo Limpio          | Quédate esta noche                     | Spanska           | 12                 | 38                 | Inga semifinaler      | Inga semifinaler      |
| 1981 | Bacchelli             | Y solo tú                              | Spanska           | 14                 | 38                 | Inga semifinaler      | Inga semifinaler      |
| 1982 | Lucía                 | Él                                     | Spanska           | 10                 | 52                 | Inga semifinaler      | Inga semifinaler      |
| 1983 | Remedios Amaya        | ¿Quién maneja mi barca?                | Spanska           | 19                 | 0                  | Inga semifinaler      | Inga semifinaler      |
| 1984 | Bravo                 | Lady, Lady                             | Spanska           | 3                  | 106                | Inga semifinaler      | Inga semifinaler      |
| 1985 | Paloma San Basilio    | La fiesta terminó                      | Spanska           | 14                 | 36                 | Inga semifinaler      | Inga semifinaler      |
| 1986 | Cadillac              | Valentino                              | Spanska           | 10                 | 51                 | Inga semifinaler      | Inga semifinaler      |
| 1987 | Patricia Kraus        | No estás solo                          | Spanska           | 19                 | 10                 | Inga semifinaler      | Inga semifinaler      |
| 1988 | La Década             | La chica que yo quiero (Made in Spain) | Spanska           | 11                 | 58                 | Inga semifinaler      | Inga semifinaler      |
| 1989 | Nina                  | Nacida para amar                       | Spanska           | 6                  | 88                 | Inga semifinaler      | Inga semifinaler      |
| 1990 | Azúcar Moreno         | Bandido                                | Spanska           | 5                  | 96                 | Inga semifinaler      | Inga semifinaler      |
| 1991 | Sergio Dalma          | Bailar pegados                         | Spanska           | 4                  | 119                | Inga semifinaler      | Inga semifinaler      |
| 1992 | Serafín Zubiri        | Todo esto es la música                 | Spanska           | 14                 | 37                 | Inga semifinaler      | Inga semifinaler      |
| 1993 | Eva Santamaría        | Hombres                                | Spanska           | 11                 | 58                 | Inga semifinaler      | Inga semifinaler      |
| 1994 | Alejandro Abad        | Ella no es ella                        | Spanska           | 18                 | 17                 | Inga semifinaler      | Inga semifinaler      |
| 1995 | Anabel Conde          | Vuelve Conmigo                         | Spanska           | 2                  | 119                | Inga semifinaler      | Inga semifinaler      |
| 1996 | Antonio Carbonell     | ¡Ay, qué deseo!                        | Spanska           | 20                 | 17                 | 14                    | 43                    |
| 1997 | Marcos Llunas         | Sin rencor                             | Spanska           | 6                  | 96                 | Inga semifinaler      | Inga semifinaler      |
| 1998 | Mikel Herzog          | ¿Qué voy a hacer sin ti?               | Spanska           | 16                 | 21                 | Inga semifinaler      | Inga semifinaler      |
| 1999 | Lydia                 | No quiero escuchar                     | Spanska           | 23                 | 1                  | Inga semifinaler      | Inga semifinaler      |
| 2000 | Serafín Zubiri        | Colgado de un sueño                    | Spanska           | 18                 | 18                 | Del av "The big four" | Del av "The big four" |
| 2001 | David Civera          | Dile que la quiero                     | Spanska           | 6                  | 76                 | Del av "The big four" | Del av "The big four" |
| 2002 | Rosa López            | Europe's Living a Celebration          | Spanska           | 7                  | 81                 | Del av "The big four" | Del av "The big four" |
| 2003 | Beth                  | Dime                                   | Spanska           | 8                  | 81                 | Del av "The big four" | Del av "The big four" |
| 2004 | Ramón                 | Para llenarme de ti                    | Spanska           | 10                 | 87                 | Del av "The big four" | Del av "The big four" |
| 2005 | Son de Sol            | Brujería                               | Spanska           | 21                 | 28                 | Del av "The big four" | Del av "The big four" |
| 2006 | Las Ketchup           | Bloody Mary                            | Spanska           | 21                 | 18                 | Del av "The big four" | Del av "The big four" |
| 2007 | D'NASH                | I Love You Mi Vida                     | Spanska           | 20                 | 43                 | Del av "The big four" | Del av "The big four" |
| 2008 | Rodolfo Chikilicuatre | Baila el Chiki Chiki                   | Spanska, engelska | 16                 | 55                 | Del av "The big four" | Del av "The big four" |
| 2009 | Soraya Arnelas        | La noche es para mí                    | Spanska           | 23                 | 23                 | Del av "The big four" | Del av "The big four" |
| 2010 | Daniel Diges          | Algo Pequenito                         | Spanska           | 15                 | 68                 | Del av "The big four" | Del av "The big four" |
| 2011 | Lucía Pérez           | Que Me Quiten Lo Bailao                | Spanska           | 23                 | 50                 | Del av "The big five" | Del av "The big five" |
| 2012 | Pastora Soler         | Quédate conmigo                        | Spanska           | 10                 | 97                 | Del av "The big five" | Del av "The big five" |
| 2013 | ESDM                  | Contigo hasta el final                 | Spanska           | 25                 | 8                  | Del av "The big five" | Del av "The big five" |
| 2014 | Ruth Lorenzo          | Dancing in the Rain                    | Engelska, spanska | 10                 | 74                 | Del av "The big five" | Del av "The big five" |
| 2015 | Edurne                | Amanecer                               | Spanska           | 21                 | 15                 | Del av "The big five" | Del av "The big five" |
| 2016 | Barei                 | Say Yay!                               | Engelska          | 22                 | 77                 | Del av "The big five" | Del av "The big five" |
| 2017 | Manel Navarro         | Do It for Your Lover                   | Spanska, engelska | 26                 | 5                  | Del av "The big five" | Del av "The big five" |
| 2018 | Amaia & Alfred        | Tu canćion                             | Spanska           | 23                 | 61                 | Del av "The big five" | Del av "The big five" |
| 2019 | Miki                  | La venda                               | Spanska           | 22                 | 54                 | Del av "The big five" | Del av "The big five" |
| 2020 | Blas Cantó            | Universo                               | Spanska           | Tävlingen inställd | Tävlingen inställd | Del av "The big five" | Del av "The big five" |
| 2021 | Blas Cantó            | Voy a quedarme                         | Spanska           | 24                 | 6                  | Del av "The big five" | Del av "The big five" |
| 2022 | Chanel                | SloMo                                  | Spanska, engelska | 3                  | 459                | Del av "The big five" | Del av "The big five" |
| 2023 | Blanca Paloma         | Eaea                                   | Spanska           | 17                 | 100                | Del av "The big five" | Del av "The big five" |
| 2024 | Nebulossa             | ZORRA                                  | Spanska           | 22                 | 30                 | Del av "The big five" | Del av "The big five" |
| 2025 | Melody                | Esa diva                               | Spanska           | 24                 | 37                 | Del av "The big five" | Del av "The big five" |

## Röstningshistorik (1961–2017)
Källa: Eurovision Song Contest Database

### Spanien hargivitmest poäng till...
| Endast finaler | Endast finaler | Endast finaler |
| Nr             | Land           | Poäng          |
| -------------- | -------------- | -------------- |
| 1              | Tyskland       | 224            |
| 2              | Italien        | 206            |
| 3              | Portugal       | 178            |
| 4              | Storbritannien | 155            |
| 5              | Irland         | 146            |

| Finaler och semifinaler | Finaler och semifinaler | Finaler och semifinaler |
| Nr                      | Land                    | Poäng                   |
| ----------------------- | ----------------------- | ----------------------- |
| 1                       | Portugal                | 249                     |
| 2                       | Tyskland                | 224                     |
| 3                       | Italien                 | 206                     |
| 4                       | Grekland                | 180                     |
| 5                       | Rumänien                | 169                     |

### Spanien harmottagitflest poäng från...
| Endast finaler | Endast finaler | Endast finaler |
| Nr             | Land           | Poäng          |
| -------------- | -------------- | -------------- |
| 1              | Portugal       | 195            |
| 2              | Frankrike      | 170            |
| 3              | Schweiz        | 168            |
| 4              | Belgien        | 140            |
| 5              | Grekland       | 137            |